# Pouligney-Lusans
Pouligney-Lusans è un comune francese di 783 abitanti situato nel dipartimento del Doubs nella regione della Borgogna-Franca Contea.

## Società

### Evoluzione demografica
Abitanti censiti